# Ṑ
Ṑ (minuscule : ṑ), appelé O macron accent grave, est une lettre latine utilisée dans l’écriture du tagish ou dans la romanisation ISO 843 de l’alphabet grec.
Il s’agit de la lettre O diacritée d’un macron et d’un accent grave.

## Utilisation
Dans la romanisation ISO 843 de l’alphabet grec, le ṑ est utilisé pour translittérer l’oméga vareia ‹ ὼ ›, l’oméga étant translitérré avec le ō et le vareia avec l’accent aigu.

## Représentations informatiques
Le O macron accent grave peut être représenté avec les caractères Unicode suivants : 
- précomposé (latin étendu A, diacritiques) :

| formes    | représentations | chaînes de caractères | points de code | descriptions                                     |
| --------- | --------------- | --------------------- | -------------- | ------------------------------------------------ |
| capitale  | Ṑ               | Ṑ                     | U+1E50         | lettre majuscule latine o macron et accent grave |
| minuscule | ṑ               | ṑ                     | U+1E51         | lettre minuscule latine o macron et accent grave |

- décomposé (latin de base, diacritiques) :

| formes    | représentations | chaînes de caractères | points de code       | descriptions                                                          |
| --------- | --------------- | --------------------- | -------------------- | --------------------------------------------------------------------- |
| capitale  | Ṑ               | O◌̄◌̀                   | U+004F U+0304 U+0300 | lettre majuscule latine o diacritique macron diacritique accent grave |
| minuscule | ṑ               | o◌̄◌̀                   | U+006F U+0304 U+0300 | lettre minuscule latine o diacritique macron diacritique accent grave |

## Sources
- (en) Thomas T. Pedersen, Transliteration of Greek, 31 juillet 2005 (lire en ligne)
- « Tagish », sur Yukon Native Language Centre